# Mediaster praestans
Mediaster praestans is een zeester uit de familie Goniasteridae.
De wetenschappelijke naam van de soort werd in 1933 gepubliceerd door Livingstone.